# Chyetverikov MDR-3
MDR-3 (còn gọi là 11) là một loại tàu bay tầm xa được thiết kế và chế tạo ở Liên Xô từ năm 1931.

## Tính năng kỹ chiến thuật (MDR-3)
Dữ liệu lấy từ Gunston, Bill. "The Osprey Encyclopaedia of Russian Aircraft 1875–1995". London, Osprey. 1995. ISBN 1-85532-405-9
Đặc điểm tổng quát
- Kíp lái: 6
- Chiều dài: 21.9 m (71 ft 10½ in)
- Sải cánh: 32.2 m (105 ft 7¾ in)
- Diện tích cánh: 153 m2 (1,649 ft2)
- Trọng lượng rỗng: 8.928 kg (19.683 lb)
- Trọng lượng có tải: 13.973 kg (30.805 lb)
- Powerplant: 4 × BMW VI, 507 kW (680 hp) mỗi chiêc

Hiệu suất bay
- Vận tốc cực đại: 210 km/h (130,5 mph)
- Tầm bay: 1.600 km (1.000 dặm)
- Trần bay: 2.200 m (7.218 ft)
- Vận tốc lên cao: 4,76 m/s (937,4 ft/phút)

Vũ khí trang bị
- 2 × súng máy